# Poeta Saxo
Poeta Saxo, "Poeta Sassone" (IX secolo), è la denominazione dell’anonimo autore degli Annales de gestis Caroli magni imperatoris. Fu probabilmente un monaco dell'abbazia di Corvey vissuto nella seconda metà del IX sec., di origine sassone.

## Biografia
Le sole informazioni biografiche sull’autore che si possiedono derivano dalla sua opera. Egli stesso infatti dice di appartenere al popolo dei sassoni in alcuni passi del suo poema . 
Generalmente gli studiosi sono concordi nel ritenerlo un monaco, data la sua costante attenzione ai problemi della Chiesa, dottrinali, politici, esistenziali e materiali. Fu di buona cultura: conoscitore della storia antica, specialmente greca e romana, e di autori latini, sia prosatori, sia soprattutto poeti. Nella sua opera mostra di conoscere a un buon livello Virgilio, Ovidio, Stazio, Sedulio e Venanzio Fortunato .
Visse probabilmente nel monastero di Corvey, dove fu trovato il manoscritto più antico della sua opera. Altre città che potrebbero essere il luogo d’origine del poeta sono Paderborn, Salz e Magonza, di cui l’autore è in grado di dare una descrizione molto dettagliata, sicuramente derivata dalla visione diretta dei luoghi. È possibile però che il poeta abbia visitato questi luoghi occasionalmente, mentre la sua sede stabile è sempre rimasta l’abbazia di Corvey.
Alcuni studiosi  nel tempo hanno tentato di identificare il Poeta Saxo con il monaco Agio di Corvey, autore di un poema in esametri sulla vita e sulla morte della sorella Hathumoda, scritto pochi anni prima degli Annales. L’identificazione era stata ipotizzata a partire da un passo che sembrava accomunare i due scrittori, ma prima Strecker, riconoscendo il modello del passo in Venanzio Fortunato , poi Bischoff, dimostrando la fitta rete di riusi del tema del catalogo degli apostoli e dell’assimilazione di un personaggio moderno agli apostoli , inficiano l’ipotesi di un diretto collegamento tra i due testi. Le analisi di Stiene  infine smentiscono l’identificazione attraverso l’analisi del lessico, dello stile e della metrica dei due poeti.
La vicinanza inoltre del Poeta Saxo ad Arnolfo di Carinzia, che egli esalta e per il quale prega il favore di Cristo, ha fatto pensare che egli fosse legato alla corte del re.

## Opere
Gli Annales de gestis Caroli magni imperatoris furono scritti tra l’888 e l’891. La datazione è ipotizzata in base al fatto che nell’ultimo libro dell’opera è presente una lode al re Arnolfo di Carinzia, la cui incoronazione avvenne nell’888, e non si fa cenno invece all’importante vittoria sui vichinghi nella battaglia di Lovanio, a cui certo il poeta avrebbe fatto riferimento nel suo elogio, se questa si fosse già verificata .
Si tratta di un poema sulle gesta di Carlo Magno, che copre i trentatré anni tra il 771 e l’814. Materia privilegiata è la sua lunga campagna militare per la conquista e la conversione del popolo dei sassoni. L’opera si divide in cinque libri.  I primi quattro, in esametri, raccontano le gesta dell’imperatore seguendo come fonte principale, fino all’anno 801, il rimaneggiamento degli Annales regni Francorum, una versione di diverse mani abbreviata: arriva appunto fino all’anno 801, mentre la versione ufficiale copriva anche il regno di Ludovico il Pio fino all’829. Dall’anno 802 il Poeta Saxo è costretto ad affidarsi agli Annales regni Francorum nella versione non rimaneggiata. Altre fonti riconosciute per questa prima sezione sono l’Historia Langobardorum di Paolo Diacono e l’Historia Gothorum di Giordane. L’ultimo libro, dal titolo De vita et obitu, è in distici elegiaci ed è un compianto per la morte di Carlo e un’esaltazione consolatrice delle sue imprese. La fonte principale per questo ultimo libro è la Vita Karoli di Eginardo, e in particolare i capitoli 18-33 che trattano dell’aspetto, di abitudini e costumi, della famiglia e della morte di Carlo . La suddivisione della materia è quella tipica dei racconti agiografici: prima le res gestae, poi il vitae modus .
Vi sono nell’opera alcuni passi originali del poeta rispetto alle fonti, primo fra tutti quello che parla dell’isolamento della retroguardia di Carlo a Roncisvalle, qui per la prima volta documentata. L’intervento personale dell’autore rispetto alle fonti si trova anche nell’avvio del poema e in quello del quinto libro, nelle descrizioni delle località di Paderborn, Salz e quella del ponte sul Reno di Magonza, infine nella grande descrizione del terremoto italiano dell’801 .
Sebbene il testo sia scritto da un sassone, cioè da un appartenente alla popolazione vinta da Carlo, il poeta esalta senza riserve il sovrano franco perché grazie alla sua campagna di conversione ha permesso al suo popolo di accedere alla salvezza. E infatti Carlo stesso viene dipinto come strumento divino, accostato agli apostoli che agli albori del cristianesimo convertirono i popoli e ai grandi imperatori cristiani Costantino e Teodosio. L’impresa militare viene inserita nel piano della storia universale: diventa tappa intermedia tra il peccato originale e il giudizio universale .
Il testo degli Annales de gestis Caroli magni imperatoris si trova citato nella Vita Meinwerci episcopi del XII sec., nel trattato De laude Saxoniae antiquae di Werner Rolevinck; era inoltre conosciuto da Viduchindo di Corvey e da Rosvita di Gandersheim .
Sono conservati due manoscritti dell’opera: il Wolfenbüttel, Herzog August Bibliothek, Helmst. 553 e il Bruxelles, Bibliothèque Royale «Albert Ier» 1638-49. Il primo, in carta, è stato datato al XII secolo e proviene dal monastero di S. Adriano di Lammspring, a poca distanza da Corvey. Il secondo, solo dall’ultima edizione dimostrato non descriptus del codice di Wolfenbüttel, della fine del XV sec. o inizio del XVI sec., proviene dal’abbazia di Korsendock a pochi km da Turnhout. I due codici sono apografi di un comune antigrafo.

## Edizioni
- R. Reineccius, Annalium de gestis Caroli Magni imperatoris libri V, Helmstadt 1594.
- G. G. Leibnitz, Scriptores rerum Brunsvicensium antiqui omnes I, Helmstadt 1707.
- G. H. Pertz, Monumenta Germaniae Historica, Scriptores, I, Hannover, 1826, pp. 227–279; ristampato in Migne, Patrologia Latina, vol. 99, Parigi 1851, pp. 683–736.
- P. Jaffé, Bibliotheca rerum Germanicarum, IV, Monumenta Carolina, Berolini 1867, pp. 544–627.
- P. Von Winterfeld, MGH Poetae Latini Aevi Carolini, vol. IV, I, Berolini 1899

### Traduzione italiana
- Poeta Sassone, Le gesta dell’imperatore Carlo Magno, Annali, a cura di Antonino Isola, Milano, Jaca Book, 1988..